# Easter Everywhere
| Recensione              | Giudizio        |
| ----------------------- | --------------- |
| AllMusic                | [ 1 ]           |
| Rockline.it             | [ 2 ]           |
| Psichedelia             | [ 3 ]           |
| Sputnikmusic            | 4.2 (Excellent) |
| Piero Scaruffi          | [ 5 ]           |
| Dizionario del Pop-Rock | [ 6 ]           |
| 24.000 dischi           | [ 7 ]           |

Easter Everywhere è il secondo album discografico del gruppo psychedelic rock texano 13th Floor Elevators, pubblicato dall'etichetta discografica "International Artists" nell'ottobre del 1967.

## Il disco
L'album è composto di 10 tracce, di cui "It's All Over Now, Baby Blue" è una cover di Bob Dylan, brano appartenente all'album Bringing It All Back Home del 1965.

## Tracce
Lato A
1. Slip Inside This House – 7:55 (Tommy Hall, Roky Erickson)
2. Slide Machine – 3:38 (Powell St. John)
3. She Lives (In a Time of Her Own) – 2:53 (Tommy Hall, Roky Erickson)
4. Nobody to Love – 2:50 (Stacy Sutherland)
5. Baby Blue – 5:05 (Bob Dylan)

Lato B
1. Earthquake – 4:43 (Tommy Hall, Roky Erickson)
2. Dust – 3:55 (Tommy Hall, Roky Erickson)
3. I've Got Levitation – 2:37 (Tommy Hall, Stacy Sutherland)
4. I Had to Tell You – 2:23 (Clementine Hall, Roky Erickson)
5. Postures (Leave Your Body Behind) – 6:20 (Tommy Hall, Roky Erickson)

Edizione CD del 2003, pubblicato dalla Charly Records (SNAP 132 CD)
1. Slip Inside This House – 8:03 (Tommy Hall, Roky Erickson)
2. Slide Machine – 3:43 (Powell St. John)
3. She Lives (In a Time of Her Own) – 2:58 (Tommy Hall, Roky Erickson)
4. Nobody to Love – 3:00 (Stacy Sutherland)
5. Baby Blue – 5:17 (Bob Dylan)
6. Earthquake – 4:51 (Tommy Hall, Roky Erickson)
7. Dust – 4:02 (Tommy Hall, Roky Erickson)
8. Levitation – 2:41 (Tommy Hall, Stacy Sutherland)
9. I Had to Tell You – 2:28 (Tommy Hall, Stacy Sutherland)
10. Postures (Leave Your Body Behind) – 6:30 (Tommy Hall, Roky Erickson)
11. Splash 1 – 4:21 (Tommy Hall, Roky Erickson) – Bonus Track
12. Kingdom of Heaven – 3:33 (Powell St. John) – Bonus Track
13. You're Gonna Miss Me – 3:42 (Roky Erickson) – Bonus Track
14. Reverberation (Doubt) – 3:23 (Tommy Hall, Stacy Sutherland, Roky Erickson) – Bonus Track
15. You Don't Know – 2:35 (Powell St. John) – Bonus Track
16. Fire Engine – 3:00 (Tommy Hall, Stacy Sutherland, Roky Erickson) – Bonus Track
17. Monkey Island – 2:42 (Powell St. John) – Bonus Track
18. Roller Coaster – 5:41 (Tommy Hall, Roky Erickson) – Bonus Track
19. Levitation – 4:11 (Tommy Hall, Stacy Sutherland) – Bonus Track - Strumentale
20. I Don't Ever Want to Come Down – 2:41 (Autore sconosciuto) – Bonus Track - Brano inedito

- Le tracce 11 e 14 sono state registrate dal vivo in Texas, nel 1967.
- Le tracce 15 e 18 sono state registrate a San Francisco, nel 1966.

## Musicisti
- Roky Erickson - voce, chitarra ritmica, armonica
- Stacy Sutherland - chitarra solista
- Stacy Sutherland - voce solista (brano: Nobody to Love)
- Tommy Hall - jug elettrico
- Tommy Hall - voce (brani: Slip Inside This House, Earthquake e Postures (Leave Your Body Behind))
- Dan Galindo - basso
- Danny Thomas - batteria
- Danny Thomas - voce (brani: Slip Inside This House e Postures (Leave Your Body Behind))

Altri musicisti
- Ronnie Leatherman - basso (brani: She Lives (In a Time of Her Own) e Levitation)
- John Ike Walton - batteria (brani: She Lives (In a Time of Her Own) e Levitation)
- Clementine Hall - accompagnamento vocale (brano: I Had to Tell You)

Note aggiuntive
- Lelan Rogers - produttore
- Walt Andrus - produttore (solo i brani: She Lives (In a Time of Her Own) e I've Got Levitation)[11]
- Registrato al Andrus Studio di Houston, Texas (Stati Uniti) 25 agosto - 24 settembre 1967 (eccetto brani: She Lives (In a Time of Her Own) e I've Got Levitation)[11]
- Frank Davis e Walt Andrus - ingegneri delle registrazioni (eccetto brani: She Lives (In a Time of Her Own) e I've Got Levitation)
- Brani: She Lives (In a Time of Her Own) e I've Got Levitation, registrati il 17 e 18 gennaio 1967 al Andrus Studio di Houston, Texas[11]
- Flash Grapics - design copertina album
- Guy Clark e Russell Wheelock - fotografie[12]